# Raúl Diago Izquierdo
Raúl Diago Izquierdo (Matanzas, Cuba, 1 de agosto de 1967) es un exjugador cubano de voleibol.
Después de haber practicado el béisbol, el baloncesto y el atletismo en la Escuela de Iniciación Deportiva de Matanzas, decidió dedicarse al voleibol, ocupando la posición de pasador. Ha sido considerado el mejor pasador de la historia del voleibol cubano.[cita requerida] Fue apodado el mago debido a que practicaba la magia como entretenimiento fuera de las canchas deportivas.

## Selección nacional
Ha sido el jugador que más partidos ha disputado en la Liga Mundial de Voleibol, con 178. A su vez ha disputado 260 partidos con la selección de voleibol de Cuba. Participó en los Juegos Olímpicos de Sídney 2000, en los que la selección cubana quedó en séptimo lugar.

### Palmarés
- Liga Mundial de Voleibol:
  - Primer puesto (1): 1998
  - Segundo puesto (3): 1991, 1994, 1997 y 1999
  - Tercer puesto (1): 1995
- Juegos Panamericanos:
  - Tercer puesto (1): 1995
- Juegos Centroamericanos y del Caribe:
  - Primer puesto (1): 1998
- Campeonato Mundial de Voleibol
  - Tercer puesto (1): 1998

- Datos: Q5398060